# ديكن (صحيفة)
ديكن هو موقع إخباري تركي على الإنترنت يقوم بتحريره إردال جوفين. تم إطلاق الموقع لأول مرة في 27 يناير 2014. مؤسسها "هارون سيمافي" حفيد "سيدات سيمافي".